# Claudia Winkleman

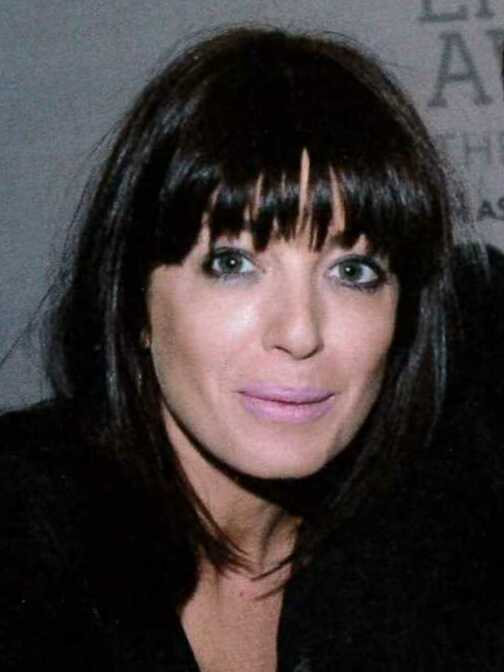
Claudia Winkleman, 2016

Claudia Winkleman (* 15. Januar 1972 in London) ist eine britische Fernseh- und Hörfunkmoderatorin, die die meiste Zeit ihrer Karriere bei der BBC gearbeitet hat. Mit Sara Cox und Zoe Ball war sie eine der ersten Ladettes. Sie ist für ihre Arbeit bei Strictly Come Dancing bekannt.
Winkleman ist die Tochter der Journalistin Eve Pollard und des Verlegers Barry Winkleman. Sie wurde 1972 in London geboren und wuchs in Hampstead auf. Kurz nach der Jahrtausendwende heiratete sie den Filmproduzenten Kris Thykier, mit dem sie drei Kinder hat.